# O. C. Hackett
Oliver Cromwell Hackett, né le 29 mars 1822 au Kentucky et mort 8 avril 1905 dans l'Illinois, était un pionnier américain qui participa à la ruée vers l'or en Californie.